# Il mondo incantato di Belle
Il mondo incantato di Belle (Belle's Magical World) è un film d'animazione direct-to-video del 1998, prodotto da Walt Disney Television Animation, e il terzo episodio della trilogia de La bella e la bestia. È il midquel del film originale. Il film uscì il 17 febbraio 1998, e contiene due canzoni interpretate da Belle, Parliamo con il cuore e Un po' d'amore. La storia si svolge all'interno del film originale (dopo Natale, ma prima della lotta contro Gaston).
Alla sua prima uscita, nel 1998, il titolo del film era Il mondo incantato di Belle e consisteva in tre segmenti collegati, intitolati La parola magica, Un'indimenticabile serata e L'ala spezzata. Per l'edizione speciale del 2003, uscita il 25 febbraio, il titolo è stato cambiato in La bella e la bestia - Il mondo incantato di Belle (Beauty and the Beast: Belle's Magical World), ed è stato incluso un altro segmento intitolato Una festa per Mrs. Bric, allungando il film di 22 minuti.

## Trama

### La parola magica
La Bestia e Belle intendono mangiare insieme, e la Bestia chiede consiglio al Lumiere. Tockins e Belle, diretti alla sala da pranzo, incrociano Dizio, il prolisso scrittore del castello (trasformato in dizionario), che viene invitato da Belle a unirsi a loro (con disappunto di Tockins). Durante il pasto, mentre Belle spiega alla Bestia una storia che ha letto, la Bestia suda e ordina che vengano aperte le finestre, nonostante i servitori abbiano freddo.
La Bestia e Belle si mettono a discutere, e la Bestia colpisce Dizio quando quest'ultimo comincia a dare sinonimi indesiderati degli insulti di Belle. In seguito entrambi smettono di parlarsi, nonostante Lumiere e Tockins tentino di rimettere le cose a posto. Alla fine Dizio, sentendosi in colpa, scrive una falsa lettera di scuse per Belle da parte della Bestia con i suoi amici, una pila di fogli di nome Risma e una penna d'oca di nome LaPen. Belle legge la lettera e fa pace con la Bestia.
Quella notte, tuttavia, la verità viene a galla e, dopo un furioso inseguimento attorno al castello, la Bestia cattura e bandisce Dizio, Risma e LaPen per la contraffazione, lanciandoli nella foresta. Belle si avventura fuori e li riporta indietro, e la Bestia, toccato dalla gentilezza di Belle, perdona i tre e permette loro di rientrare, rendendosi conto che le loro intenzioni erano buone. La morale della storia insegna quanto sia facile perdonare.

### Un'indimenticabile serata
Nell'anniversario del suo primo appuntamento con Spolverina, Lumiere diventa nervoso al punto di chiedere consiglio a Belle, passeggiando con lei nel giardino e recitando quello che progetta di dire a Spolverina. Quest'ultima li ascolta, e crede che Lumiere e Belle stiano avendo una relazione alle sue spalle. In realtà, Lumiere ha pianificato un giro sulla neve attorno ai giardini del castello con Spolverina. Per riconquistare le attenzioni di Lumiere, Spolverina cerca di sedurre Tockins, che apparentemente non è interessato.
Alla fine le cose vengono chiarite, così Lumiere e Spolverina cominciano il giro, ma il recipiente in cui sono seduti scivola fuori dal bordo della balconata e si blocca sul fossato (lo stesso abisso nel quale Gaston finirà per incontrare il suo destino). Lumiere trattiene Spolverina mentre sta per cadere, e le dice che la ama. Prima che i due possano cadere Belle, Tockins e un paio di altri servitori arrivano e li portano al sicuro. In questa storia tutti imparano che "a volte le cose sono esattamente quello che sembrano".
Questo spezzone è stato incluso anche nel DVD Festa con le Principesse Disney - Vol. 2 - Principesse per un giorno, uscito il 6 luglio 2005.

### Una festa per Mrs. Bric
Mrs. Bric è depressa a causa del terribile meteo, e Belle, che è arrivata a vederla come una figura materna, decide di rallegrarla dando una festa a sorpresa per lei, tutto senza svegliare la dormiente Bestia, che ha passato l'intera notte precedente fissando una falla sul tetto. Tuttavia la rivalità fra Lumiere e Tockins si mette in mezzo, in campi come la composizione musicale, i fiori preferiti di Mrs. Bric e i gusti della torta.
Alla fine, i tentativi di Lumiere e Tockins di sabotare l'uno le decisioni dell'altro arrivano al punto di far esplodere la torta in cottura, creando un completo pasticcio in cucina. Lumiere e Tockins, dopo un rimprovero da Belle, decidono di mettere da parte la loro rivalità per lavorare insieme e fare una piccola sorpresa a Mrs. Bric. Il piano va a buon fine, e Mrs. Bric è curata dalla sua depressione, mentre il sole, finalmente, splende di nuovo. In questa storia tutti imparano il grande potere della cooperazione e dei compromessi.

### L'ala spezzata
Belle e la Bestia organizzano un altro pranzo insieme, ma un uccellino ferito vola accidentalmente nella stanza di Belle e lei dimentica il suo impegno, prestando invece maggiore attenzione al volatile. La Bestia lo scopre e si infuria, cercando di catturare l'uccellino, ma inciampa in Tockins e sbatte violentemente la testa sul pavimento. Questo lo libera del suo odio per gli uccelli, ma il suo egoismo lo spinge a bloccare l'uccellino in una gabbia per farlo cantare per il suo piacere personale, però il volatile, naturalmente rattristato e impaurito, si rifiuta.
Nel frattempo, Tockins sente che sta perdendo il controllo sui suoi sottoposti e pretende il loro rispetto trattandoli duramente. Intanto, Belle fa cambiare idea alla Bestia, che libera l'uccellino una volta che la sua ala è guarita. Ma l'uccellino, ancora debole, comincia a cadere, e la Bestia si precipita a salvarlo. Durante l'operazione, Tockins cade dalla balconata dell'Ala Ovest, ma è illeso, e impara che non può pretendere il rispetto, ma può guadagnarselo dandolo a sua volta. Belle e la Bestia finalmente pranzano, e la Bestia impara a trattare persone e animali con rispetto e compassione.

## Doppiaggio
| Personaggio                        | Doppiatore originale | Doppiatore italiano                                                                                  |
| ---------------------------------- | -------------------- | --- |
| Belle                              | Paige O'Hara         | Laura Boccanera (dialoghi) Marjorie Biondo (canto) Barbara De Bortoli (in "Una festa per Mrs. Bric") |
| Bestia                             | Robby Benson         | Massimo Corvo                                                                                        |
| Lumière                            | Jerry Orbach         | Vittorio Amandola Leslie La Penna (in "Una festa per Mrs. Bric'")                                    |
| Tockins (Cogsworth)                | David Ogden Stiers   | Gianni Vagliani Vittorio Battarra (in "Una festa per Mrs. Bric")                                     |
| Mrs. Bric                          | Anne Rogers          | Alina Moradei                                                                                        |
| Chicco (Chip)                      | Gregory Grudt        | Stefano De Filippis                                                                                  |
| Spolverina (Fifi)                  | Kimmy Robertson      | Silvia Pepitoni                                                                                      |
| Guardaroba                         | Jo Anne Worley       | Aurora Cancian                                                                                       |
| Dizio/Webster (Webster)            | Jim Cummings         | Michele Kalamera                                                                                     |
| Risma (Crane)                      | Jeff Bennett         | Stefano Mondini                                                                                      |
| LaPen (LePlume)                    | Rob Paulsen          | Marco Bresciani                                                                                      |
| Candelora/Candeliera (Chandeleria) | April Winchell       | Franca Lumachi                                                                                       |
| Sultano                            | Frank Welker         | |

Nell'edizione italiana il cast di doppiatori del segmento Una festa per Mrs. Bric è parzialmente diverso da quello del resto del film. Sono stati usati, infatti, gli stessi doppiatori della scena inedita de La bella e la bestia. Inoltre, in questo segmento, Candelora viene chiamata Candeliera e Dizio con il suo nome originale, Webster.

## DVD
L'episodio Una festa per Mrs. Bric venne incluso nel DVD Festa di compleanno con le Principesse Disney uscito il 22 settembre 2004.